# Penitentiair programma
Een penitentiair programma (PP) is een verzameling van programma's van samenhangende activiteiten die gericht zijn op een succesvolle re-integratie in de maatschappij in Nederland van een gedetineerde.
Een gedetineerde die deelneemt aan het penitentiair programma verblijft in de laatste fase van zijn of haar detentie buiten de penitentiaire inrichting. Deze fase kan gezien worden als een soort van vervroegde invrijheidstelling. Onttrekt een gedetineerde zich in deze periode aan de gemaakte afspraken, dan kan (naargelang de ernst van het delict) het programma komen te vervallen en dient de gedetineerde zijn volledige gevangenisstraf uit te zitten. In aanmerking voor een penitentiair programma komen alleen gedetineerden met een onvoorwaardelijke gevangenisstraf van ten minste 6 maanden, waarvan ten minste de helft van de bruto opgelegde straf ondergaan moet zijn, een strafrestant hebben van minimaal 4 weken tot maximaal een jaar, kunnen beschikken over een aanvaardbaar verblijfsadres en de Nederlandse nationaliteit hebben. Het programma kan minimaal vier en maximaal zes maanden duren. Een vast onderdeel van het penitentiair programma vormt het trajectplan Terugdringen Recidive. Een gedetineerde die deelneemt aan een penitentiair programma is verplicht om ten minste 26 uur per week deel te nemen aan vastgestelde activiteiten. Deze activiteiten worden per deelnemer vastgesteld en richten zich op:
- Arbeidstoeleiding (werk, arbeidsgewenning, stage)
- Opleiding (verkrijgen van een vakdiploma, verbeteren startkwalificatie)
- Behandeling van een psychische stoornis of verslaving

Het penitentiair programma is een langlopend programma voor gedetineerden met een strafrestant van 9 weken tot 1 jaar, waarbij wordt samengewerkt met de reclassering, die ook zorgdraagt voor het elektronisch toezicht. Het doel van het penitentiair programma is het aanbieden van een re-integratietraject die leidt tot:
- Vergroting van de zelfredzaamheid van de deelnemer
- Een betere deelname en integratie in de samenleving
- Ontwikkeling van de aanwezige kwaliteiten en vaardigheden door middel van opleidingstrajecten
- Het verkrijgen of houden van passende arbeid of een zinvolle dagbesteding

Daarnaast maken hulp bij het zoeken naar huisvesting en aanpak van schulden ook deel uit van het programma.
Naast het penitentiair programma is er ook een Basis-PP (BPP). Dit is een kortlopend programma bedoeld voor gedetineerden met een strafrestant van minimaal 4 weken tot maximaal 8 weken. Het doel van dit programma is ondersteuning en informatie verstrekken over thema's die van belang zijn bij de terugkeer in de samenleving, zoals:
- Sociale vaardigheden
- Maatschappelijke oriëntatie
- Persoonlijk zorg
- Vrije tijdsbesteding
- Arbeidsoriëntatie
- Financiën
- Sollicitatietraining

## Bron
- Inspectierapport Praktijk penitentiaire programma's[dode link]